# Marianne (godis)

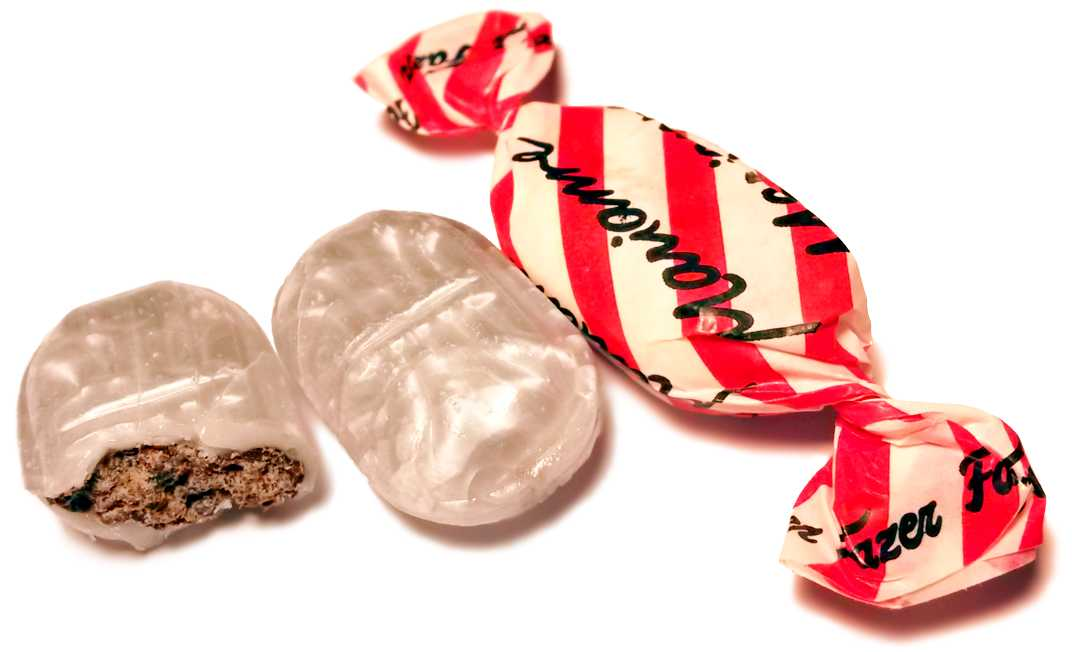
Original Marianne godis.

Marianne (uttalas ofta med hörbart "e" i Finland) är ett varumärke på godis från Fazer. Originalet består av chokladfyllda pepparmintskarameller med rödvitrandigt pappersomslag och säljs i påse. Marianne skapades 1949 av konfektyrmästarna Aimo Martikainen och Antti Österman vid den finländska sötsakstillverkaren Chymos, som köptes upp av Fazer under 1990-talet.
Marianne hette tidigare Lyhde (Kärve), vilket anspelar på gjutformens mönster. Den klassiska formen på Marianne har för övrigt varit oförändrad sedan starten. Konstnären Aimo Vuorinen har designat omslaget och namngivit Marianne.
Den ursprungliga producenten i Villmanstrand i sydöstra Finland tillverkar 1,4 miljoner kilo per år. Mer än hälften säljs i Finland. Resten exporteras till främst Norden, Baltikum och Ryssland.

## Varianter

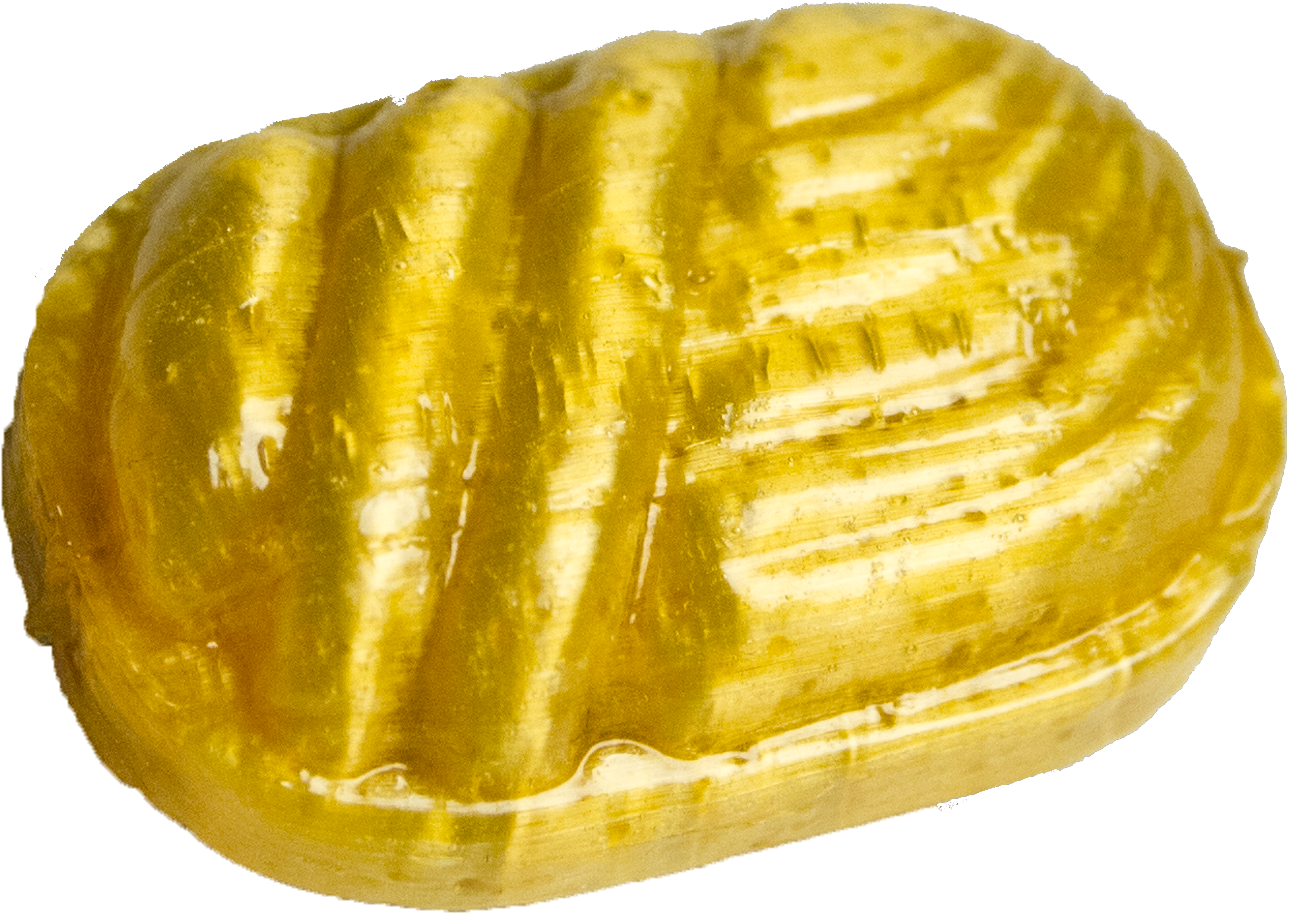
Marianne med apelsinsmak.

Marianne i blåvitrandigt omslag lanserades under 1970-talet under namnet Marimint och består av pepparmyntkarameller med kolasmak. Den i brunvitrandigt omslag innehåller kaffekarameller med chokladfyllning. Marianne i gulvitrandigt omslag säljs i en blandförpackning och innehåller apelsinchokladfyllning. 
Marianne Snacks är en variant som lanserades 2006. Den består av mörk choklad med överdrag av mjuk kola som toppats med riskrisp. Under åren har flera andra varianter kommit och gått.